# 彼得·格里芬
彼得·勒文布雷·格里芬是美国喜剧动画《蓋酷家庭》角色。由动画创始者塞思·麦克法兰，第一次在1998年12月20日15分短片亮相。由麦克法兰亲自设计。格里芬一家出现在《Death Has a Shadow》一集。
彼得和洛伊丝·格里芬结婚，是梅格、克里斯和斯图伊的父亲。他也有一隻狗名为布赖恩。他曾在一家玩具厂工作，现在在奎霍格啤酒公司。乍看之下只是郊區裡的藍領，其实他有些不凡的经验。
彼得的配音源自于麦克法兰他学校的看門人。麦克法兰取自以前动画短片《拉里的生活和拉里和史蒂夫》中主角拉里重新该角色设计。他曾出现在其他节目中，包括《辛普森一家》、《南方公园》、《卡通明星大亂鬥》、《特工老爹》和《克利夫兰秀》。

## 在《恶搞之家》
彼得·格里芬是爱尔兰裔美国人的工人阶级，体重过重的蓝领，带有罗得岛与东马萨诸塞州口音。特尔玛·格里芬与米基·麦克芬尼根的私生子，并当特尔玛和她的丈夫弗朗西斯的儿子。彼得和他的家人住在罗得岛奎霍格。彼得主要担任的Happy-Go-Lucky玩具厂安全督察，直到他的老板乔纳森·威德被小餐包窒息死亡；他后来成为一个渔夫在他自己的船，有两个葡萄牙人桑托斯和帕斯夸尔的帮助下入境，直到船被摧毁。他现在在波塔基特爱国者啤酒厂（下港酒廠）航运部门。

## 关于人物

### 创作
麦克法兰在1995年罗德岛設計学院（RISD）学习动画时最初构想《恶搞之家》。大学期间，他创作专题电影题为《拉里的生活》，而他作品由教授直交至汉纳巴伯拉动画，因此麦克法兰被公司受雇。在1996年麦克法兰创作拉里的生活续集《拉里和史蒂夫》，就是一个中年角色名为拉里和有智能的狗史蒂夫；在1997年该短片播出于卡通頻道的《妙妙卡通秀》。福克斯高主管看到《拉里》短片就包麦克法兰创作以此短片改编成《恶搞之家》的角色。福克斯提出麦克法兰完成一部15分钟长的短片，并给了他五万美元预算。《恶搞之家》的几个要点是由《拉里》短片而来的。拉里和他的狗史蒂夫渐渐变成彼得和布赖恩。麦克法兰表示，《拉里的生活》和《恶搞之家》的不同为，《拉里的生活》主要是在宿舍裡展示亮相，《恶搞之家》在第三十三届超级碗後亮相。

### 配音
彼得的配音是由麦克法兰所配，也是布赖恩、斯图伊和奎麦尔的配音，麦克法兰也最突出提供了声音，其他各种经常性和一次性的特点，汤姆·塔克, 卡特·皮尤特施密特和哈特曼医生。麦克法兰从一开始至今已经是這動画的主要配音员。麦克法兰选择彼得的声音，其余部分角色也由他配，认为这样比让别人来做更容易。麦克法兰的音色不像彼得的配音，他用正常声音在布赖恩。在出席罗德岛設計学院时，麦克法兰的灵感从一名他偷听谈话保安而得到彼得的声音；麦克法兰配彼得的祖先都是同一类的配音。他在採访上指出他配彼得及其余部分角色，另一方面是因为他们最初有一些小预算且更有弹性。在另一次采访中，他提到彼得的声音是最难配的。
麦克法兰在几个场景没有配彼得。除了在“No Meals on Wheels”一集中是由帕特里克·斯图尔特所配，其余集数都是麦克法兰的。在“Family Gay”一集中塞斯·羅根客串配彼得的配音。在“Road to the Multiverse”一集中全世界都是日本人的场景由日本演员詹姆森·杨所配。

### 人格
蓝领彼得经常与他的邻居克利夫兰、乔和奎麦尔在酒吧“醉蛤（The Drunken Clam）”，喝得醉薰薰。做完智商测验后，彼得发现他智力下降略低于智障。彼得性情急躁易冲动时发生一些难堪情况下，如对调戏梅格用乡巴佬生活方式。他嫉妒等景点洛伊丝在她的生活，这导致了极端情况下的态度，比如在海洋世界他袭击吻洛伊丝的鲸鱼。在第三季“Stuck Together, Torn Apart”一集，因为彼得的嫉妒而和洛伊丝分裂，卻意外发现洛伊丝具有相同的嫉妒的本质才住在一起。彼得有短暂注意力导致他怪异的情况下，“Long John Peter”中克里斯指出彼得的鹦鹉死亡后才想起一件事，然后到另一地方，彼得找到管风琴但忘记他的鹦鹉（彼得然后在几秒内破坏管风琴，然后找到一张养牛场的契约）。
彼得与三个孩子之间关系复杂。他常跟梅格玩乐但对她时糟，如在“FOX-y Lady”一集，梅格和克里斯尝试创作一部卡通但彼得和克里斯排挤梅格和她的想法。虽然在有几集彼得曾与梅格良好的关系，在“Hell Comes to Quahog”，彼得告诉梅格“我爱你”，并在“Road to Rupert”，他告诉梅格会在家人面前对她难堪，这会是与她朋友之间的秘密。彼得与斯图伊之间关系良好。彼得带斯图伊到華特迪士尼世界度假區在“The Courtship of Stewie's Father”一集的冒险。彼得与克里斯沟通良好，但有时彼得告诉克里斯做应该做的事完全相反，在“Long John Peter”一集，克里斯在约会，彼得告诉他要对女性恐怖点。
彼得最好的朋友是他的拟人化狗布赖恩。在早期季数，彼得的荒唐的把戏下布赖恩帮助他。布赖恩非常感谢彼得收养他，一集“Brian: Portrait of a Dog”的回憶。他感激之情是肯定的，“New Kidney in Town”，布赖恩准备放弃他两个肾脏让彼得能够接受肾脏移植（因為有另一个捐助者，最后他没有做這件事）。在“Life of Brian”一集中布赖恩的葬礼，彼得说布赖恩是他在全世界裡最好的朋友，就像给予他一个兄弟。

### 祖先与血缘
彼得出生之前，他母亲特尔玛去墨西哥城做堕胎。然而她在手术过程中反而生下，並走私他回家至罗得岛普罗维登斯，在那裡度过童年。彼得由弗朗西斯和塞尔玛·格里芬在罗马天主教抚养。然而在《Peter's Two Dads》一集中他发现亲生父亲居然是叫米基·麦克芬尼根爱尔兰人。彼得拜访米基，最初拒绝他。但米基玩游戏后才认定他。米基源自麦克法兰父亲的朋友。麦克法兰说：“我长大后，我的父亲有很多体格壮大、暢所欲言及刚愎自用的新英格兰爱尔兰天主教徒朋友。这些人我花了几年时间察顔观色而得到的人物原型”。

## 影响

### 表扬
《综艺》编辑把《恶搞之家》写在2011年黄金时段艾美奖最佳喜剧的提名名单上；他们表示取决于你的幽默感，彼得是“喜剧天才”或“可恨白痴”。麦克法兰配彼得在2009年被提名为黄金时段艾美奖的动画配音奖。他也被提名为2008年的安妮奖最佳动画配音奖。彼得曾跻身于IGN前十名。彼得排名在第三位的IGN所列出的“前25名《恶搞之家》角色”名单，在列表中显示许多节目最佳噱头来自彼得，有人认定彼得实际上发明“海牛笑话”。彼得列也在《娱乐周刊》的“前十八名电视坏爸爸”名单中。

### 批评和争议
彼得曾被批评像霍默·辛普森。彼得出现在《辛普森一家》的一些集数里，被形容是辛普森的克隆版或抄袭。《娱乐周刊》的肯·塔克说，彼得是霍默·辛普森的原案，没有参考其他电视节目。《电视评论家》的罗宾·皮尔逊批评《恶搞之家》太像《辛普森一家》。最终在《Ratings Guy》一集显示一件趣事，彼得毁了电视，到电视台改変节目，随之而来的是霍默·辛普森表达同样的困境，彼得说“哈！看来你们也抄袭我们！（A-ha! Looks like this is one WE beat YOU to!）”
彼得在《恶搞之家》的各集引起争议。在《The Cleveland-Loretta Quagmire》的歌名《你有艾滋病》，当中彼得·格里芬用四重唱的方式围绕一个关于因艾滋病臨终的男人，这引来几个艾滋病服务组织的抗议。在《When You Wish Upon a Weinstein》，彼得唱《我需要犹太》是恶搞自Leigh Harline所唱的《当你向星星许愿》的歌曲；2007年10月3日，伯恩有限公司音乐出版商提起诉讼，指控侵犯原曲版权的节目；伯恩有限公司，是唯一这首歌的美国版权拥有者，指控恶搞原曲副本对比他们反犹太主义的歌词。该投诉并没有维持原判。

## 文化影响

### 媒体方面
彼得已经出现在《辛普森一家》两集，这两个节目经常互相比较。在第十四季《恐怖的树屋XIII》，彼得为霍默·辛普森的克隆，而在第十七季《The Italian Bob》，彼得的照片是一本书中的罪犯，通缉名“plagiarismo”（意大利文，意指抄袭）。彼得也出现在《克利夫兰秀》。此外，彼得还出现《特工老爹》《飓风！》的片尾，與斯坦·史密斯、曾搬出去又搬回來的的邻居克利夫兰·布朗（台譯達叔）展开枪战。斯坦打中弗朗辛，彼得就说这是“经典特工老爹！”。

### 週边商品
彼得也在《恶搞之家：住在拉斯维加斯》CD封面上，而在2006年由2K Games发布的《恶搞之家电子游戏！》的主要剧情人物。彼得也在《恶搞之家Online》为游戏的RPG角色。在《恶搞之家》角色的声音在2007年斯特恩弹珠台。2004年，第一《恶搞之家》系列公仔于Mezco Toyz出商，除了斯图伊，格里芬家族中每个成员都有人物形象。过去两年中，四个玩具人物宣传照已经发行各种彼得。彼得包括列入其他《恶搞之家》週边商品。
自2005年至2009年，哈珀柯林斯出版《恶搞之家》的六本书。包括《Family Guy: It Takes a Village Idiot, and I Married One》（ISBN 978-0-7528-7593-4），取自《It Takes a Village Idiot, and I Married One》，及《Family Guy and Philosophy: A Cure for the Petarded》（ISBN 978-1-4051-6316-3）。包括彼得。彼得泰坦漫画发行的漫画。第一本漫画于2011年7月27日发行。
在2008年出现于赛百味广告，促进餐厅的消费。行销长托尼·佩斯评论说：“彼得是受人嘱目的代表，且《恶搞之家》也受人嘱目。”《波士顿环球报》评论家布赖恩·斯坦伯格赞扬为用于商业广告的餐厅。